# Silas Kipngetich Sang
Silas Kipngetich Sang (21 de agosto de 1978) es un corredor de larga distancia keniano, natural de Kaptagat, en el Valle del Rift, especializado en medio maratón sobre asfalto.

## Méritos
Comenzó a correr en competiciones internacionales en pista siendo veinteañero. En 2005 fue ganador del campeonato de cross de Lidingöloppet y del medio maratón de Göteborgsvarvet, ambos en Suecia.
El año siguiente trabajó con el entrenador de larga distancia El-Mostafa Nechchadi, debutando en el Maratón de Madrid y obteniendo el segundo puesto con un tiempo de 2:11:44. Sin embargo, sus triunfos fueron mayores en las pruebas de medio maratón, ya que, desde 2006 hasta 2008, se impuso en las carreras de Málaga, Torremolinos, Sevilla y Albacete.
Ha ganado en tres ocasiones el Medio Maratón de Portugal. Batió en 2008 al anterior campeón, Paul Tergat, con un tiempo de 1:01:26 y consiguió en 2009 su mejor marca: 1:00:20, superando al campeón mundial de atletismo de 2009 Emmanuel Kipchirchir Mutai.
Quedó octavo en el campeonato de cross de Kenia a comienzos de 2009 y se dedicó el resto del año a competir sobre asfalto en Estados Unidos, donde consiguió subirse al podio en el Azalea Trail Run y el Cherry Blossom 10-Miler.